# Ernst A. Heiniger
Ernst Albrecht Heiniger (* 4. August 1909 in Engwang; † 19. Juli 1993 in Los Angeles), von Eriswil (BE), war ein Schweizer Fotograf, Filmemacher und Oscarpreisträger.

## Leben
Von 1925 bis 1928 absolvierte Heiniger eine Lehre als Positiv-Retoucheur. Er besuchte daneben die Abendklasse an der Kunstgewerbeschule Zürich.
Ab 1929 entstanden seine erste Fotografien. 1932 unternahm er eine Studienreise in die Sowjetunion, wo er mit dem Regisseur S. M. Eisenstein Bekanntschaft machte. Zusammen mit Heiri Steiner betrieb er von 1934 bis 1939 in Zürich ein Atelier für Grafik und Fotografie. 1937 arbeitete er mit am Schweizer Pavillon der Weltausstellung in Paris. In den 1940er-Jahren schuf er mehrere Filme für die PTT.

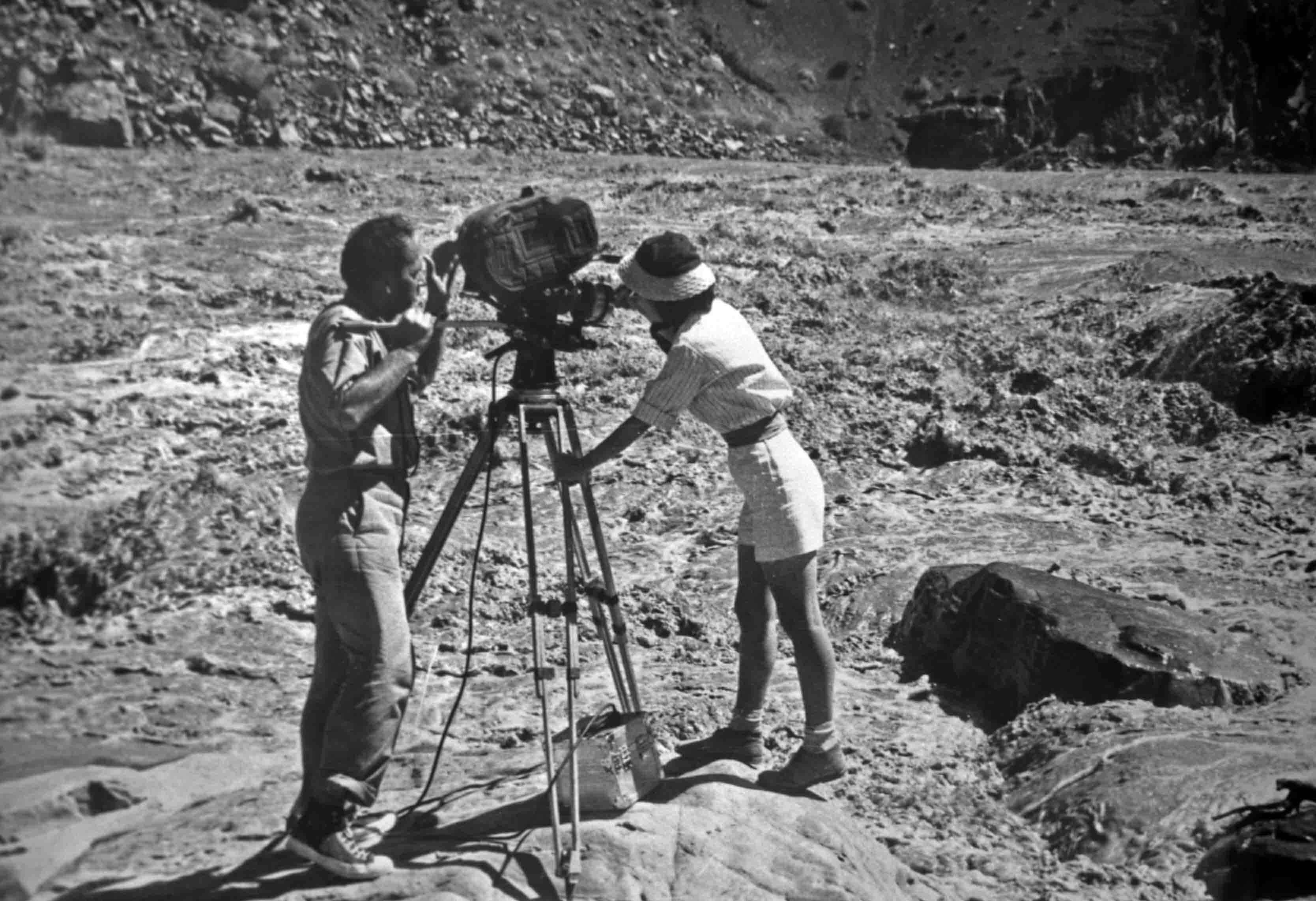
Ernst and Jeanne Heiniger at Hance Rapids, Grand Canyon National Park, April, 1958

1948 erhielt Heiniger für seine Kameraarbeit bei „Sul Bernina“ eine Auszeichnung an der Biennale Venedig. An der Weltausstellung der Photographie in Luzern lernte er 1952 Walt Disney kennen. Nach der Heirat mit Helen Feaster 1953 realisierte Heiniger zwischen 1953 und 1958 mehrere Filme für die Disney Corporation. Die Filme Ama Girls (bester Dokumentarfilm 1957) und Grand Canyon (bester Kurzfilm 1958) wurden jeweils mit einem Oscar ausgezeichnet.
Nach einem Studienaufenthalt in Afrika 1960/61 begann er im Auftrag von Disney und der SBB mit der Arbeit am Circarama-Film Rund um Rad und Schiene für die Schweizerische Landesausstellung Expo 64. Nach dem Film Switzerland für die Weltausstellung 1967 in Montreal wurde ihm 1968 der Filmpreis der Stadt Zürich verliehen.
In den 1970er Jahren arbeitete Heiniger neben seinen Buchpublikationen und einer Ausstellung im Kunsthaus Zürich (1975) an der Entwicklung eines neuen 360°-Filmsystems, dem Swissorama. 1982 ging der erste Film Impressionen der Schweiz in Produktion. 1984 fand die feierliche Eröffnung des Swissorama im Verkehrshaus Luzern statt.
Heinigers System war das erste nahtlose zylindrische 360°-Filmsystem. 1986 zog er mit seiner Frau nach Los Angeles und arbeitete mit der Firma von Don Iwerks an technischen Verbesserungen seines Swissorama-Systems. Unter dem neuen Namen Imagine 360 wurden zwischen 1987 und 1989 die Filme Shikoku Alive für eine Ausstellung in Japan und Das Panorama Berlin für ein Kuppelkino in der Nähe des Ku’damms in Berlin produziert.
Heiniger starb 1993 in Los Angeles. Sein Traum von einem weltweiten Netz seiner 360°-Kinos erfüllte sich nicht – mit der Schliessung des Swissoramas in Luzern 2002 verschwand der letzte Typ dieses Filmsystems für immer.
2014 konnte die Fotostiftung Schweiz sein Archiv 2014 aus den USA in die Schweiz zurückholen. 2021 zeigt sie mit der Ernst A. Heiniger. Good Morning, World! die erste umfassende  Retrospektive seit 1993 von Heinigers Werk.

## Bücher
- Puszta-Pferde (Zürich 1936)
- Das Fotobuch der Landesausstellung (Zürich 1939)
- Tessin (Zürich 1941)
- Viertausender. Ein Bildbuch von der Schönheit unserer Alpen (Zürich 1942)
- Das Jahr des Photographen (Zürich 1952)
- Grand Canyon, Natur und Tierwelt in 157 Farbaufnahmen. Kümmerly & Frey Geographischer Verlag, Bern 1971, ISBN 3-405-11024-6.
- The Great Book of Jewels (Lausanne 1974)

## Filmografie
- 1942: Das Telephonkabel
- 1943: Der Telephonapparat
- 1944: Vom Draht zum Kabel
- 1945: Die Telephonzentrale
- 1948: Sul Bernina
- 1954: Switzerland
- 1957: Japan
- 1956–1957: Ama Girls (TV-Serie in 13 Teilen)
- 1958: Grand Canyon
- 1965–1967: Switzerland
- 1964: Rund um Rad und Schiene[7]
- 1984: Impressions of Switzerland
- 1988: Shikoku Alive
- 1989: Destination Berlin